# Середниково (Шатурский район)
Середнико́во — село в Шатурском муниципальном районе Московской области. Входит в состав сельского поселения Дмитровское. Расположено в юго-восточной части Московской области на реке Летовке. Население — 1189 чел. (2010).
Село известно с 1624 года. День села приурочен к празднованию дня памяти святителя Николая, и отмечается 19 декабря или в ближайшие к этой дате выходные.

## Название
В письменных источниках село упоминается как Середняя, позднее Середниково. После строительства Никольской церкви появляется также церковное название Никольское.
Название Середняя связано с положением селения. Впоследствии оно уподобляется прочим названием с суффиксом -ов-/-ев- и приобретает вид Середниково.

## Расположение
Село Середниково расположено в юго-западной части Шатурского района, расстояние до МКАД порядка 137 км. Высота над уровнем моря 132 м.

## История
Впервые упоминается в писцовой Владимирской книге В. Кропоткина 1637—1648 гг. как деревня Середняя Колушской кромины волости Муромское сельцо Владимирского уезда Замосковного края Московского царства. Деревня принадлежала князю Михаилу Ивановичу Мещерскому .
В 1798 году построена деревянная церковь Николая Чудотворца.
В 1882 году возведена современная каменная церковь с приделами Христа Спасителя и во имя иконы Божией Матери «Всех Скорбящих Радость».
Последней владелицей села перед отменой крепостного права была грузинская царевна Анастасия Григорьевна (до замужества Оболонская) .
После отмены крепостного права село вошло в состав Середниковской волости.
В советское время село входило в Середниковский сельсовет.
В селе имеется дом культуры и библиотека.

## Население
| 1858 | 1859  | 1868  | 1885  | 1905  | 1926 |
| ---- | ----- | ----- | ----- | ----- | ---- |
| 660  | ↗711  | ↘665  | ↗933  | ↗1016 | ↘969 |
| 1970 | 1993  | 2002  | 2006  | 2010  |      |
| ↘785 | ↗1261 | ↘1150 | ↗1217 | ↘1189 |      |

## Галерея
- Середниковский дом культуры
- Мемориал в селе
- Площадь Молчанова
- Памятник Ленину
- Улица Молодёжная
- Никольский храм
- Никольский храм в Середникове. Ночная иллюминация. Вид с севера